# (12211) Arnoschmidt
(12211) Arnoschmidt ist ein Asteroid, der am 28. Mai 1981 von dem deutschen Astronomen Hans-Emil Schuster an der Europäischen Südsternwarte entdeckt wurde.
Der Asteroid wurde am 28. September 2004 nach dem Schriftsteller Arno Schmidt (1914–1979) benannt, in dessen Werken eine Vielzahl von Wortspielen und Verweisen auf astronomische Themen enthalten sind. Die Vergabe des Namens erfolgte auf Anregung des Astronomen Hilmar W. Duerbeck (1948–2012).